# Parafia Matki Bożej Częstochowskiej w Grabniku
Parafia Matki Bożej Częstochowskiej w Grabniku – parafia rzymskokatolicka, znajdująca się w diecezji ełckiej, w dekanacie Ełk – Świętej Rodziny.
Od 1 sierpnia 2023 funkcję proboszcza pełni ks. Grzegorz Kunko.